# Afrikai függőcinege
Az afrikai függőcinege (Anthoscopus caroli) a verébalakúak (Passeriformes) rendjébe, ezen belül a függőcinege-félék (Remizidae) családjába tartozó faj.

## Rendszerezése
A fajt Richard Bowdler Sharpe angol ornitológus írta le 1871-ben, az Aegithalus nembe Aegithalus carol néven.

## Alfajai
- Anthoscopus caroli ansorgei (E. J. O. Hartert, 1905) – észak- és délkelet-Kongói Köztársaság, nyugat-Kongói Demokratikus Köztársaság, közép-Angola;
- Anthoscopus caroli roccatii (Salvadori, 1906) – Uganda, nyugat-Kenya, délen Burundi keleti részéig és Tanzánia északnyugati részéig;
- Anthoscopus caroli pallescens (Ulfstrand, 1960) – nyugat-Tanzánia;
- Anthoscopus caroli winterbottomi (C. M. N. White, 1946) – dél-Kongói Demokratikus Köztársaság, északnyugat-Zambia;
- Anthoscopus caroli rhodesiae (W. L. Sclater, 1932) – délkelet-Kongói Demokratikus Köztársaság, észak-Zambia, délnyugat-Tanzánia;
- Anthoscopus caroli caroli (Sharpe, 1871) – dél-Angola, észak-Namíbia, Tanzánia, Botswana;
- Anthoscopus caroli sylviella (Reichenow, 1904) – délközép-Kenya, délre Tanzánia északkeleti és középső részéig (egyes szerzők szerint külön faj, Anthoscopus sylviella, magyarul barnahasú függőcinege vagy rozsdáshasú függőcinege);
- Anthoscopus caroli sharpei (E. J. O. Hartert, 1905) – délnyugat-Kenya, délre Tanzánia északi részéig;
- Anthoscopus caroli robertsi (Haagner, 1909) – észak-Tanzánia, északkelet-Zambia, Malawi, észak-Mozambik;
- Anthoscopus caroli rankinei (Irwin, 1963) – északkelet-Zimbabwe;
- Anthoscopus caroli hellmayri (Roberts, 1914) – kelet- és dél-Zimbabwe, dél-Mozambik. északkelet-Dél-afrikai Köztársaság.

## Előfordulása
Afrika déli részén, Angola, Botswana, Burundi, a Dél-afrikai Köztársaság, Kenya, a Kongói Demokratikus Köztársaság, a Kongói Köztársaság, Malawi, Mozambik, Namíbia, Ruanda, Szváziföld, Tanzánia, Uganda, Zambia és Zimbabwe területén honos. 
Természetes élőhelyei a szubtrópusi vagy trópusi száraz erdők és cserjések, valamint száraz szavannák. Állandó, nem vonuló faj.

## Megjelenése
Testhossza 8 centiméter, testtömege 6-7 gramm.
|  |

## Életmódja
Rovarokkal, gyümölcsökkel, virágokkal táplálkozik. Az esős évszakban költ.

## Természetvédelmi helyzete
Az elterjedési területe rendkívül, egyedszáma ugyan csökken, de még nem éri el a kritikus szintet. A Természetvédelmi Világszövetség Vörös listáján sebezhető fajként szerepel.